# Syndroom van Duane
Het syndroom van Duane of het retractiesyndroom is een stoornis van de oogbeweging in een of beide ogen. Doorgaans komt het in een oog voor, en vaker in het linker- dan in het rechteroog. Deze afwijking komt vaker bij vrouwen dan bij mannen voor. Meestal is de beweging enkel in horizontale richting beperkt, waardoor de patiënt niet goed in de ooghoeken kan kijken. Om dit te compenseren zal de patiënt het hoofd daarom vaak zo draaien, dat beide ogen weer samen goed zicht hebben. Deze afwijking, die vanaf de geboorte aanwezig is, is blijvend en zal in de loop der tijd niet erger worden noch verminderen. De oorzaak ligt in de aansturing van de oogspieren, waardoor een behandeling niet mogelijk is. Het syndroom is vernoemd naar Alexander Duane (1858-1926), oogarts te New York, en de Duitse oogartsen Jakob Stilling (1842-1915) en Siegmund Türk

## Typen
Er worden drie typen van het syndroom van Duane onderscheiden:

### Type 1
Het oog met de afwijking kan niet goed naar buiten draaien (esotropie), waarbij de ooglidspleet zich verwijdt. Het naar binnen draaien, naar de neus, lukt doorgaans wel (bijna helemaal) goed, waarbij de ooglidspleet wordt vernauwd.

### Type 2
Het oog met de afwijking kan niet goed naar binnen draaien (exotropie), waarbij de ooglidspleet zich verwijdt. Het oog naar buiten draaien richting het oor lukt doorgaans wel (bijna helemaal) goed, waarbij de ooglidspleet wordt vernauwd.

### Type 3
Het oog met de afwijking kan zowel niet naar binnen als naar buiten draaien, waarbij de ooglidspleet verwijdingen en vernauwingen laat zien.